# Sascha Hübner

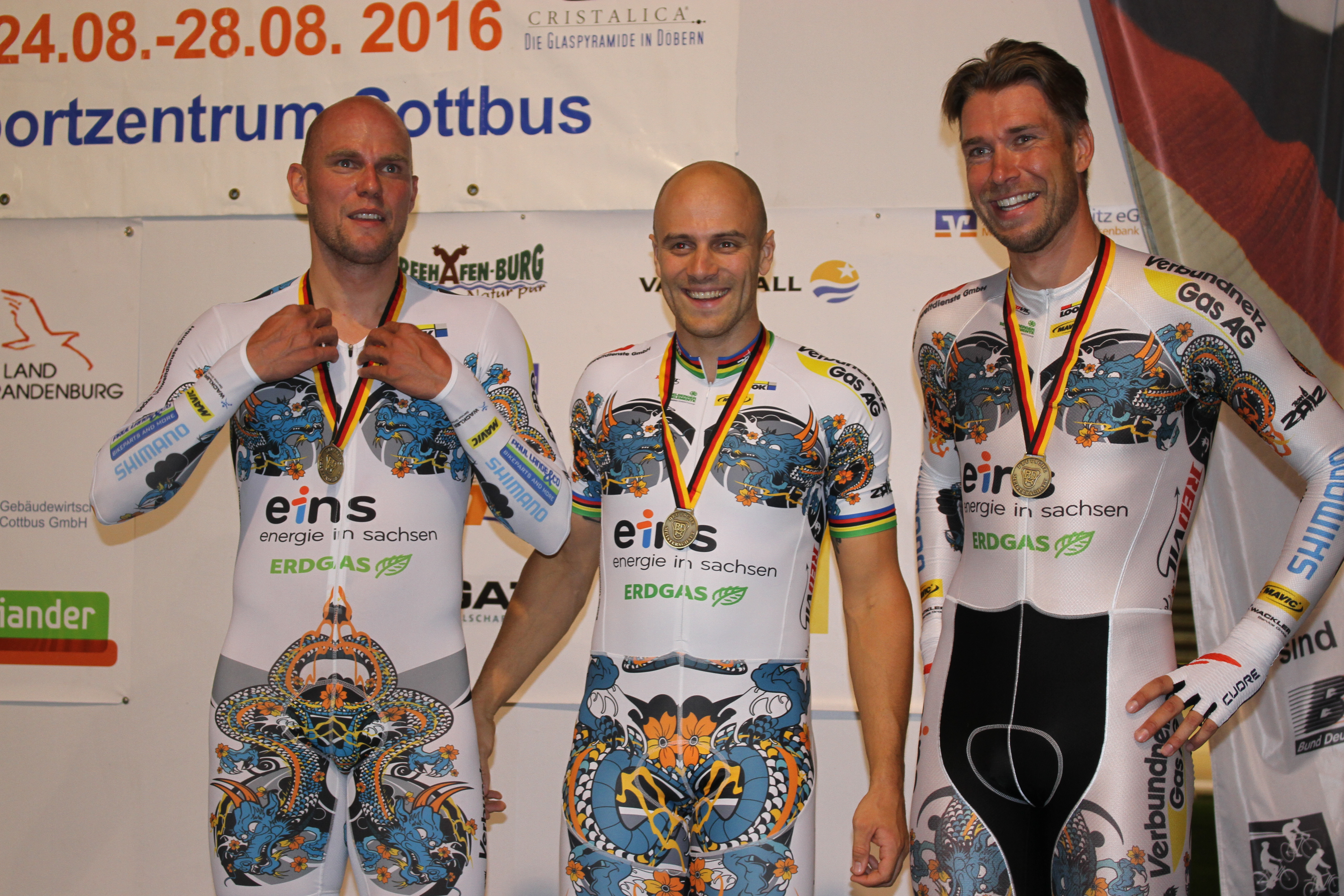
Bahn-DM 2016: Sascha Hübner (l.) mit Maximilian Levy (M.) und Roger Kluge

Sascha Hübner (* 29. Februar 1988 in Karl-Marx-Stadt) ist ein ehemaliger deutscher Bahnradsportler.
In der Junioren-Klasse belegte Sascha Hübner mehrfach Podiumsplätze bei Deutschen Meisterschaften. Bei seiner ersten Teilnahme an einer DM der Elite 2007 wurde er Dritter im Keirin. Bei den Meisterschaften 2009 in Erfurt wurde er Deutscher Meister im Teamsprint gemeinsam mit Robert Förstemann und Carsten Bergemann. 2010 wurde er Dritter der Deutschen Meisterschaften im 1000-Meter-Zeitfahren. 2011 musste er wegen Knieproblemen eine längere Trainings- und Wettkampfpause einlegen.
2012 und 2013 belegte Hübner bei deutschen Bahn-Radmeisterschaften jeweils Rang drei im 1000-Meter-Zeitfahren. Bei den Deutschen Meisterschaften im Bahnradsport 2016 bestritt er seine letzten Rennen; im Teamsprint belegte er gemeinsam mit Roger Kluge und Maximilian Levy Platz drei. Anschließend beendete er seine sportliche Laufbahn.
Sascha Hübner ist Mitglied des Chemnitzer Polizeisportvereins und fuhr für das UCI Track Team Team Erdgas.2012. Er ist der Sohn des siebenfachen Bahn-Weltmeisters Michael Hübner.